# Selva de Pedra (1972)
Selva de Pedra é uma telenovela brasileira produzida e exibida pela TV Globo de 10 de abril de 1972 a 23 de janeiro de 1973, em 243 capítulos. Substituiu O Homem Que Deve Morrer e foi substituída por Cavalo de Aço, sendo a 11ª "novela das oito" exibida pela emissora. 
Escrita por Janete Clair, com a colaboração de Dias Gomes, teve a direção de Daniel Filho, Reynaldo Boury e Walter Avancini. A supervisão foi de Daniel Filho.
Contou com as participações de Francisco Cuoco, Regina Duarte, Dina Sfat, Carlos Vereza, Carlos Eduardo Dolabella, Gilberto Martinho, Arlete Salles e Mário Lago.
É uma das novelas de maior audiência da televisão brasileira, perdendo apenas para Tieta e Roque Santeiro. 

## Enredo
Cristiano Vilhena leva uma vida simples e pacata, sem grandes perspectivas, em Campos dos Goytacazes, uma cidade do interior do Rio de Janeiro, e é obrigado a tocar bumbo na praça da cidade durante os sermões do pai, Sebastião, um pastor evangélico pobre. Sua família sobrevive do pouco dinheiro que ganha vendendo medalhas e flores artificiais durante os sermões, tornando Cristiano alvo de zombaria dos demais rapazes. Cristiano acaba brigando com um deles, Gastão Neves, que puxa uma arma e, durante a briga, acaba sendo vítima de sua própria arma. A única testemunha do incidente é a jovem artista plástica Simone Marques. Sabendo que Cristiano é inocente, Simone acoberta o rapaz, abrigando-o em sua casa. Posteriormente ambos deixam a cidade para morar na cidade do Rio de Janeiro, na época, pertencente ao Estado da Guanabara. 
Cristiano e Simone apaixonam-se e se casam, indo morar na Pensão Palácio, de propriedade da alegre Fanny, uma ex-vedete. Enquanto Simone investe na carreira de artista plástica, Cristiano se torna amigo do malandro Miro, um aproveitador que estimula-o a entrar em contato com o tio rico, Aristides Vilhena. Os dois irmãos receberam um estaleiro, Celmu, como herança do pai, e Sebastião, decidido a tornar-se um pregador evangélico, doou a sua parte para instituições de caridade. Enquanto Aristides prosperou como dono do estaleiro, embora tenha tentado ajudar o irmão, seu auxílio sempre foi recusado.
Miro e Cristiano simulam um assalto na saída de uma festa, no qual o colar da mulher de Aristides, Laura, é roubado. Fingindo enfrentar os assaltantes, Cristiano e Miro recuperam a joia, ganhando a simpatia do empresário. Aristides, ao descobrir que Cristiano é seu sobrinho, contrata-o para trabalhar no estaleiro. Cristiano começa a se destacar no trabalho e a frequentar a casa de Aristides, estreitando os laços com seu tio, seu primo Caio e a noiva dele, Fernanda.
Fernanda se interessa por Cristiano, e os dois se envolvem, já que Cristiano esconde de todos que é casado. Sabendo que o noivado de Fernanda e Caio vai mal e está prestes a chegar ao fim, Aristides vê com bons olhos a perspectiva de um casamento da moça com seu sobrinho, pois Fernanda detém 46% das ações do estaleiro, e seu marido seria o acionista majoritário da empresa. Cada vez mais confuso e seduzido pelo poder, Cristiano chega a colocar sua felicidade em risco ao romper seu casamento com Simone, sem saber que ela está grávida. Decepcionada, Simone o abandona na pensão, indo morar na casa que usa como estúdio em Petrópolis.
Miro vê em Simone o principal obstáculo à ascensão de Cristiano e, por consequência, à sua própria, e sugere que ele deva eliminá-la. Cristiano se revolta com a proposta, e os dois brigam. Enquanto Cristiano sai decidido a pedir perdão a Simone e disposto a abandonar o emprego no estaleiro, Miro envia para o estúdio dela uma carta endereçada ao amigo, na qual afirma que Cristiano pretende matar a própria esposa.
Depois de decidir falar pessoalmente com Cristiano, Simone lê a carta e passa a acreditar que Cristiano está planejando seu assassinato. Desesperada, ela foge junto com a empregada da casa, Madalena. Neste exato momento, Miro surge de táxi e, acreditando que Cristiano está fugindo dele com Simone, inicia uma perseguição. Durante a fuga, o carro de Simone capota na estrada, incendeia-se e explode. Madalena morre e Simone escapa com vida, mas perde o bebê. Simone deixa que todos acreditem que está morta e vai embora do país.
Cristiano, sentido-se responsável pela morte de sua mulher, abandona Fernanda no altar. Humilhada, ela persegue Cristiano obsessivamente, buscando vingança. Aristides morre e deixa a maior parte de suas ações para o sobrinho, que se torna o presidente do estaleiro. Fernanda reata o noivado com Caio e sua primeira providência é encomendar para Cristiano a entrega de um navio, tentando atrapalhar, durante o processo, o projeto de todas as formas, chegando a contar com a ajuda de Miro para roubar o estaleiro.
Depois de consagrar-se como artista plástica na França, Simone retorna ao Brasil sob a identidade de Rosana Reis, sua suposta irmã gêmea. Cristiano a reconhece, mas ela se recusa a revelar sua identidade. Simone é chamada para depor pelo delegado responsável por investigar o desaparecimento de Madalena, a empregada que estava no carro com ela no dia do acidente. Confrontada pelos pais da empregada e com uma testemunha ocular do desastre, ela admite ter se aproveitado do ocorrido para forjar uma nova identidade, e paga uma fiança pelo crime de falsidade ideológica, respondendo ao processo pela morte de Madalena.
Cristiano tenta várias vezes provar sua inocência a Simone, mas ela o rejeita, fazendo questão de dizer que quer viver exclusivamente para sua arte. Embora ainda o ame, ela não consegue se convencer de que ele não planejou sua morte. Fernanda, que se aproximou de Simone quando ainda achava que ela era Rosana Reis, contribui para essa atitude, estimulando a escultora a desprezar o ex-marido. O pai de Simone, Francisco, também não gosta de Cristiano.
Quando Cristiano e Simone finalmente se entendem e reafirmam seu amor um pelo outro, os pais do jovem quue morreu durante a briga com Cristiano, reaparecem e dão queixa contra o empresário, que é preso e levado à corte para ser julgado. Instruídos pelo advogado de defesa e por Caio, Simone e Cristiano fingem continuar separados e se odiando. Assim, no dia do julgamento, o depoimento de Simone ganharia mais credibilidade para provar a inocência do marido. Francisco, pai de Simone, fica inconformado diante da perspectiva de que Cristiano e sua filha reatem, e revela para Fernanda a verdade sobre o estratagema.

### Final da trama
Fernanda, cada vez mais obcecada em se vingar de Cristiano, e mostrando sinais claros de seu desequilíbrio mental, sequestra Simone e a aprisiona num casarão abandonado que pertenceu ao seu avô, cujo endereço todos desconhecem. Ela, imitando a voz de Simone, liga para o advogado de Cristiano e diz que desistiu de testemunhar a seu favor no julgamento. Cristiano entra em desespero, mas, apesar da ausência de Simone, os depoimentos a seu favor são bons o bastante para que o advogado consiga o relaxamento da prisão e Cristiano passa a aguardar o pronunciamento do juiz em liberdade. Profundamente decepcionado, ele acredita que a mulher o abandonou de vez e começa a entrar em franco estado de decadência, perdendo o rumo nos negócios e acumulando dívidas. O prazo para a entrega do navio de Fernanda se esgota, ele não consegue terminar as obras e Caio assume a presidência da empresa.
Simone fica prisioneira de Fernanda durante dois meses. No dia do julgamento de Cristiano, seu paradeiro é finalmente descoberto por Caio, que está indo para a casa acompanhado pela polícia e encontra Fernanda, completamente louca, vestida com um véu de noiva e pronunciando frases desconexas no jardim da casa. Simone é encontrada amordaçada e amarrada numa cama, muito pálida e quase sem forças, tendo de ser levada de cadeira de rodas até o tribunal a tempo de dar seu testemunho da inocência de Cristiano. Ao seu depoimento soma-se, na última hora, a voz do empresário José Neves, pai do jovem morto, confirmando que a arma do crime pertencia ao filho, e Cristiano é declarado inocente. Depois do sequestro de Simone, Fernanda termina internada num hospital psiquiátrico, esperando para se casar com Cristiano. Caio, como forma de compensar o primo pelos transtornos causados por Fernanda, dá a Cristiano um dos navios do estaleiro para que ele recomece a vida. Na cena final, Cristiano e Simone se abraçam e se beijam no convés do navio.

## Elenco
| Interprete               | Personagem                       |
| ------------------------ | -------------------------------- |
| Francisco Cuoco          | Cristiano Vilhena                |
| Regina Duarte            | Simone Marques / Rosana Reis     |
| Dina Sfat                | Fernanda Arruda Campos           |
| Carlos Vereza            | Argemiro Tavares (Miro)          |
| Carlos Eduardo Dolabella | Caio Márcio Vilhena              |
| Gilberto Martinho        | Aristides Vilhena (Tide)         |
| Mário Lago               | Sebastião Vilhena (Sessé)        |
| Ana Ariel                | Berenice Vilhena (Berê)          |
| Dorinha Duval            | Diva Vilhena                     |
| Edney Giovenazzi         | Jorge Moreno                     |
| Arlete Salles            | Laura Vitória                    |
| Heloísa Helena           | Fanny Marlene                    |
| Arnaldo Weiss            | Francisco Marques (Seu Chico)    |
| Álvaro Aguiar            | Mestre Pedro                     |
| Emiliano Queiroz         | Marcelo Varela                   |
| Célia Coutinho           | Cíntia Vilhena                   |
| Neuza Amaral             | Walkíria de Albuquerque Medeiros |
| Sônia Braga              | Flávia Moreno                    |
| João Paulo Adour         | Guido                            |
| Lídia Mattos             | Vivian Arruda Campos (Vivi)      |
| Maria Cláudia            | Kátia Fridman                    |
| Ida Gomes                | Madame Heloise Katzuki           |
| Rogério Fróes            | Roger Martin                     |
| Hildegard Angel          | Beatriz                          |
| Tessy Callado            | Zelinha (Zélia Vilhena)          |
| Antônio Ganzarolli       | Pipoca                           |
| Ângela Leal              | Joana Magalhães (Jane)           |
| Roberto Bomfim           | Zé (José Ambrósio)               |
| Suzana Faini             | Olga                             |
| Lícia Magna              | Maria Amélia Arruda              |
| José Steinberg           | Isaac                            |
| Germano Filho            | Abud                             |
| Agnes Fontoura           | Irene                            |
| Louise Macedo            | Clarisse                         |
| Francisco Dantas         | José Neves                       |
| Jurema Penna             | Sofia Neves                      |
| Adriano Lisboa           | Horácio Delgado                  |
| Francisco Milani         | Hélio Sales                      |
| Francisco Silva          | Vitório                          |
| Léa Garcia               | Elza                             |
| Newton Martins           | Padre Jaime                      |
| Buza Ferraz              | Júnior                           |
| Denise Emmer             | Monique                          |
| Sérgio Fonta             | Tonico/Toninho                   |
| Glória Pires             | Fátima (Maria de Fátima)         |
| Rogério Pitanga          | Tico                             |

### Participações especiais
| Interprete              | Personagem                            |
| ----------------------- | ------------------------------------- |
| Aldo Delano             | Padre Jaime                           |
| Angelito Mello          | Sampaio                               |
| Antônio Patiño          | Juiz                                  |
| Dirceu de Mattos        | Delegado Orestes                      |
| Eliano de Souza         | Sérgio Amadeu                         |
| Fernanda Simões         | Dona Paulina                          |
| Fernando Villar         | Polidoro Montecarlo (Poli)            |
| Gervásio Morgado        |                                       |
| Ilka Pinheiro           | Mariana                               |
| Ivan Cândido            | Noel Papi                             |
| Ivan de Almeida         | Caseiro                               |
| Jayme Saldanha          | Cunha                                 |
| João Vieitas            | Jurandir                              |
| José Moura              | Manuel Lima                           |
| Juan Daniel             | Pepito                                |
| Jorge Caldas            | Gastão Neves                          |
| Labanca                 | Perez Maldonado                       |
| Luís Magnelli           | Motorista de Vivi                     |
| Marcus Toledo           | Carlos                                |
| Miguel Carrano          | Dr. Felipe                            |
| Miguel Rosenberg        | Arnaldo                               |
| Myrian Thereza          | Jandira                               |
| Paulo Rezende           | Recepcionista                         |
| Renato e seus Blue Caps | Eles mesmos                           |
| Silvinha Pinheiro       |                                       |
| Sônia Clara             | Sônia                                 |
| Suzy Arruda             | Enfermeira                            |
| Terciliano Júnior       | Motorista de Cristiano                |
| Vinícius Salvatori      | Antonius                              |
| Wálter Mattesco         | Almeida                               |
| Wálter Prado            |                                       |
| Tamara Taxman           | Lena (Madalena Ribeiro)               |
| Kadu Moliterno          | Oswaldo Paiva Netto                   |
| Luiz Armando Queiroz    | Beto                                  |
| Lourdinha Bittencourt   | Nina                                  |
| Antônio Victor          | Bartolomeu Fagundes Madureira (Bartô) |
| Urbano Lóes             | Dr. Feliciano D'Avilla                |
| Marcos Waimberg         | César                                 |
| Fábio Mássimo           | Mirinho                               |
| Samantha Rainbow        | Lúcia Rangel                          |
| Mary Daniel             | Dona Otávia                           |
| Isaac Bardavid          | Promotor público                      |
| Tony Ferreira           | Delegado Lima                         |

## Produção
Janete Clair se inspirou no romance Uma Tragédia Americana, de Theodore Dreiser, que também serviu de referência anteriormente para a telenovela Seu Único Pecado, da RecordTV em 1969. Selva de Pedra foi a última de uma série de quatro novelas que a autora escreveu para o horário nobre da Rede Globo entre 1969 e 1973, ininterruptamente: Véu de Noiva, Irmãos Coragem (a segunda novela mais longa da emissora) e O Homem Que Deve Morrer, todas com grande sucesso, demonstrando o tamanho da capacidade da autora em desenvolver suas tramas e a sua dedicação ao trabalho.
As gravações foram em preto e branco. Daniel Filho esteve à frente da produção até o capítulo 20, quando entregou a direção a Reynaldo Boury que, por sua vez, foi substituído a partir do capítulo 90 por Walter Avancini, que estreava na Globo. 
Marcou também a estreia  na Globo de Glória Pires - com oito anos de idade, na época - e também do ator Kadu Moliterno
A Censura Federal ordenou que a autora Janete Clair modificasse a trama e acabasse com o romance entre os personagens Cristiano (Francisco Cuoco) e Fernanda (Dina Sfat). O motivo alegado foi que essa união configurava bigamia por parte de Cristiano, já que ele não era viúvo como pensava. Mesmo argumentando e alegando que na trama os personagens não sabiam que Simone estava viva, o censores contra-argumentaram dizendo que o público, sim, sabia que ela estava viva.
Cerca de 400 fitas de videoteipe Quadruplex foram usadas para gravar e editar os 243 capítulos que foram reutilizadas, devido ao seu alto custo na época. Nos arquivos da emissora, teria restado um compacto de 76 capítulos, exibido em sua primeira reprise no horário das 20, em 1975 – quando a 1° versão perdida de Roque Santeiro foi censurada pelo Regime Militar na época.

## Audiência
Em 4 de outubro de 1972, durante o capítulo 152, em que a personagem de Regina Duarte é desmascarada, atingiu a marca de 100% dos televisores que tinham a aparelhagem de medição de audiência ligados na novela, um recorde histórico.

## Exibição
Os capítulos 150 a 157 foram exibido às 23 horas por causa da censura da ditadura militar brasileira.
Foi reprisada pela primeira vez entre 25 de agosto a 22 de novembro de 1975, em 78 capítulos, no lugar da então censurada Roque Santeiro, de Dias Gomes, e substituída por Pecado Capital, também de Janete Clair. Foi reprisada em uma versão compacta de 1h30, em 20 de março de 1980, como atração do Festival 15 anos, sendo apresentada por Francisco Cuoco.
Foi reprisada em pequenas partes pelo Video Show, no quadro "Novelão", de 20 a 24 de agosto de 2012, em cinco capítulos.

### Outras mídias
Em janeiro de 2013 foi lançada em DVD pela Globo Marcas.

## Remake de 1986
Em 1986, a TV Globo demorou a decidir pela substituta de Roque Santeiro, que ia muito bem em audiência. A trama de Dias Gomes precisou ser espichada para que a sua sucessora fosse escolhida de forma que não houvesse queda na audiência do horário. Glória Perez então apresentou para a direção da emissora a sinopse de Barriga de Aluguel, porém como o tema abordado ainda era desconhecido, a mesma foi rejeitada e engavetada pela emissora até 1990, quando foi produzida e elevou a autora ao time de escritores de ponta da emissora. Então pegou a história clássica de Janete Clair de 1972 e realizou um remake, escrito por Regina Braga e Eloy Araújo. Nesse remake os protagonistas Cristiano, Simone e Fernanda foram interpretados pelos atores Tony Ramos, Fernanda Torres e Christiane Torloni. A nova versão também foi um sucesso de audiência e repercussão.

## Trilha sonora
Marcos Valle & Paulo Sérgio Valle produziram e compuseram os temas nacionais da novela. Rock and Roll Lullaby, de B. J. Thomas, tema de Simone e Cristiano nesta versão, fez tanto sucesso, que foi o tema da abertura da segunda versão da novela exibida em 1986.

### Nacional
1. "Capitão de Indústria" - Djalma Dias (tema de Aristides)
2. "Mandato" - Osmar Milito e Quarteto Forma (tema de Caio)
3. "Simone" - Ângela Valle e Eustáquio Sena (tema de Simone)
4. "Corpo Sano em Mente Sã" - Osmar Milito e Quarteto Forma (tema de Fernanda)
5. "Selva de Pedra" - Orquestra e Coral Som Livre (tema de abertura)
6. "Rhythmetron Op. 27" - Marlos Nobre
7. "O Beato" - Marcos Valle (tema de Sebastião)
8. "Ligação" - Orquestra e Coral Som Livre (tema de Diva)
9. "América Latina" - Osmar Milito e Quarteto Forma (tema de Cristiano)
10. "Corpo Jovem" - Luís Roberto (tema de Jorge Moreno)
11. "Longo de Dior" - João Luiz (tema de Laura)
12. "Ritual" - Marlos Nobre

### Internacional
1. "Rock And Roll Lullaby" - B. J. Thomas (tema de Simone e Cristiano)
2. "Jesus" - Billbox Group
3. "Floy Joy" - The Supremes
4. "Ain't No Sunshine" - Michael Jackson (tema de Fernanda)
5. "Son Of My Father" - Giorgio
6. "A Taste Of Excitement" - Carnaby Street Pop Orchestra and Choir (tema de Cristiano)
7. "La Question" - Françoise Hardy (tema de Flávia)
8. "Mary, Blind Mary" - Laurent & Mardi Gras (tema de Miro)
9. "If You Want More" - Free Sound Orchestra (tema de Fernanda)
10. "Feel The Need" - Damon Shawn
11. "Let It Ride" - Hard Horse (tema de Caio)
12. "Frightened Girl" - Silent Majority (tema de Fernanda)

## Prêmios
Prêmio APCA (1972):
- Melhor atriz: Dina Sfat

Troféu Imprensa (1973):
- Melhor novela
- Melhor atriz - Regina Duarte
- Melhor ator - Francisco Cuoco